# Lijst van grootstedelijke agglomeraties in de Verenigde Staten naar inwonertal
Overzicht van 25 grootste grootstedelijke agglomeraties in de Verenigde Staten naar inwoneraantal.
De lijst is gebaseerd op de stedelijke agglomeratie en niet op de gemeentelijke bestuurseenheden. In de meeste grotere Amerikaanse agglomeraties woont maar de minderheid van de bevolking binnen de gemeentegrenzen van de centrale stad. De lijst bestaat uit de combined statistical area, en indien er geen bestaat dan de metropolitan statistical area.
| Rang | Agglomeratie                           | Inwoneraantal 2010 |
| ---- | -------------------------------------- | ------------------ |
| 1    | New York                               | 22.085.649         |
| 2    | Los Angeles                            | 17.877.006         |
| 3    | Chicago                                | 9.312.255          |
| 4    | Washington D.C. - Baltimore (Maryland) | 8.572.971          |
| 5    | Boston (Massachusetts)                 | 7.559.060          |
| 6    | San Jose - San Francisco (Californië)  | 7.468.390          |
| 7    | Dallas (Texas)                         | 6.731.317          |
| 8    | Philadelphia (Pennsylvania)            | 6.533.683          |
| 9    | Houston (Texas)                        | 6.051.363          |
| 10   | Atlanta (Georgia)                      | 5.618.431          |
| 11   | Miami (Florida)                        | 5.564.635          |
| 12   | Detroit (Michigan)                     | 5.218.852          |
| 13   | Seattle (Washington)                   | 4.199.312          |
| 14   | Phoenix (Arizona)                      | 4.192.887          |
| 15   | Minneapolis (Minnesota)                | 3.615.902          |
| 16   | San Diego (Californië)                 | 3.095.313          |
| 17   | Denver (Colorado)                      | 3.090.874          |
| 18   | Cleveland (Ohio)                       | 2.881.937          |
| 19   | St. Louis (Missouri)                   | 2.878.255          |
| 20   | Orlando (Florida)                      | 2.818.120          |
| 21   | Tampa (Florida)                        | 2.783.243          |
| 22   | Sacramento (Californië)                | 2.461.780          |
| 23   | Pittsburgh (Pennsylvania)              | 2.447.393          |
| 24   | Charlotte (North Carolina)             | 2.402.623          |
| 25   | Portland (Oregon)                      | 2.226.009          |

## Bron
Volkstelling V.S. 2010
1. ↑  Annual Estimates of the Population of Metropolitan and Micropolitan Statistical Areas: April 1, 2000 to July 1, 2009 (CSV). 2009 Population Estimates. United States Census Bureau, Population Division (23 maart 2010). Gearchiveerd op 27 maart 2010. Geraadpleegd op March 29, 2010.